# Corbița
Corbița est une commune roumaine située dans le județ de Vrancea.